# Kolonia Łabiszewo
Kolonia Łabiszewo – nieoficjalna kolonia wsi Łabiszewo w Polsce położona w województwie pomorskim, w powiecie słupskim, w gminie Dębnica Kaszubska.
Miejscowość wchodzi w skład sołectwa Łabiszewo.
W latach 1975–1998 miejscowość administracyjnie należała do województwa słupskiego.